# Maria Schott

Maria Schott

Anna Maria Henriette Schott (* 21. Juni 1878 in Mainz; † 23. Februar 1947 in Berlin-Wilmersdorf) war eine deutsche Politikerin (DNVP).

## Leben und Wirken
Schott besuchte die höhere Mädchenschule in Mainz, Straßburg, Berlin und Wolfenbüttel. Anschließend wurde sie an einer Gartenbauschule in Marienfelde bei Berlin zur Gärtnerin ausgebildet. Außerdem besuchte sie zeitweise die Gewerbeschule in Danzig. Von 1902 bis 1905 lebte Schott als Gärtnerin in der Mark Brandenburg, in Sachsen und am Rhein. Seit 1905 lebte sie in Eisenach, wo sie sich auch sozial engagierte.
Nach dem Ersten Weltkrieg wurde Schott Mitglied der DNVP. Von 1919 bis Mai 1920 gehörte sie für ihre Partei dem Landtag von Sachsen-Weimar-Eisenach an.
Im März 1923 kam Schott im Nachrückverfahren in den Reichstag, in dem sie das Mandat des ausgeschiedenen Emil Ebersbach für den Wahlkreis 4 (Potsdam I) übernahm, der seines niedergelegt hatte. Bei den Wahlen vom Mai 1924 kandidierte Schott erfolgreich für den Wahlkreis 6 (Pommern), den sie bis zum Mai 1928 vertrat.
Abseits ihrer Tätigkeit im Parlament gab Schott als Vorsitzende des Reichsverbandes der Beamtinnen und Fachlehrerinnen in Haus-, Garten- und Landwirtschaft die Verbandszeitschrift Haus, Garten, Landwirtschaft heraus.